# 郭金海
郭金海，五代十国后梁、后唐、后晋将领，本突厥之裔。
郭金海年轻时侍奉昭義節度使李嗣昭，常从征伐。郭金海好酒，行为不法，自潞州过山东，入邢州洺州界作劫盗，李嗣昭虽知，但以其勇猛，多次优容。天祐年间，官至昭义亲骑指挥使。后唐同光二年（924年），转任本道马军都指挥使。天成初年，入朝为捧圣指挥使。长兴三年（932年），改任护圣都虞候。后晋天福二年（937年），跟随晋军至魏州讨范延光，因功转任本军都指挥使，领黄州刺史。石敬瑭至邺都，宣郭金海领部兵巡检东京开封府。同年十一月，安从进谋反，郭金海为襄州道行营先锋都指挥使，与李建崇等在唐州湖阳遭遇安从进军万余人。郭金海善用枪，喜战斗，欲立奇功。安从进之前管骑兵，郭金海久在他麾下，安从进待他甚厚。于是跃马引数百骑登高，离阵数百步，高声呼“郭金海”。郭金海纵马出阵数十步，免胄侧身，高声自称“金海”。安从进说自己待他恩厚，为什么今天相杀？”郭金海答道：“官家好看大王，负大王甚事，大王今日反？金海旧事大王，乞与大王一箭地，大王回去，若不去，吃取金海枪。”言罢，援枪鞭马，疾入敌阵。安从进军被郭金海、焦继勋摧败。授检校太保、商州刺史，安从进于是固城自守。晋军攻城，城上矢下如雨，郭金海为飞矢所伤。安从进用金瓶贮酒，金盒盛药，用绳索悬到城下，声称为郭金海治伤。郭金海拿着瓶与盒归营，没有告诉主帅。主帅奏名石敬瑭。石敬瑭以其功不加罪。襄阳城被攻克，任命他为金州团练使，将其兵调任他处。郭金海常悒悒不乐，改任庆州。到任归京，途中因病去世，年六十一岁。。